# 海特斯山
47°24′35″N 8°20′40″E / 47.40972°N 8.34447°E

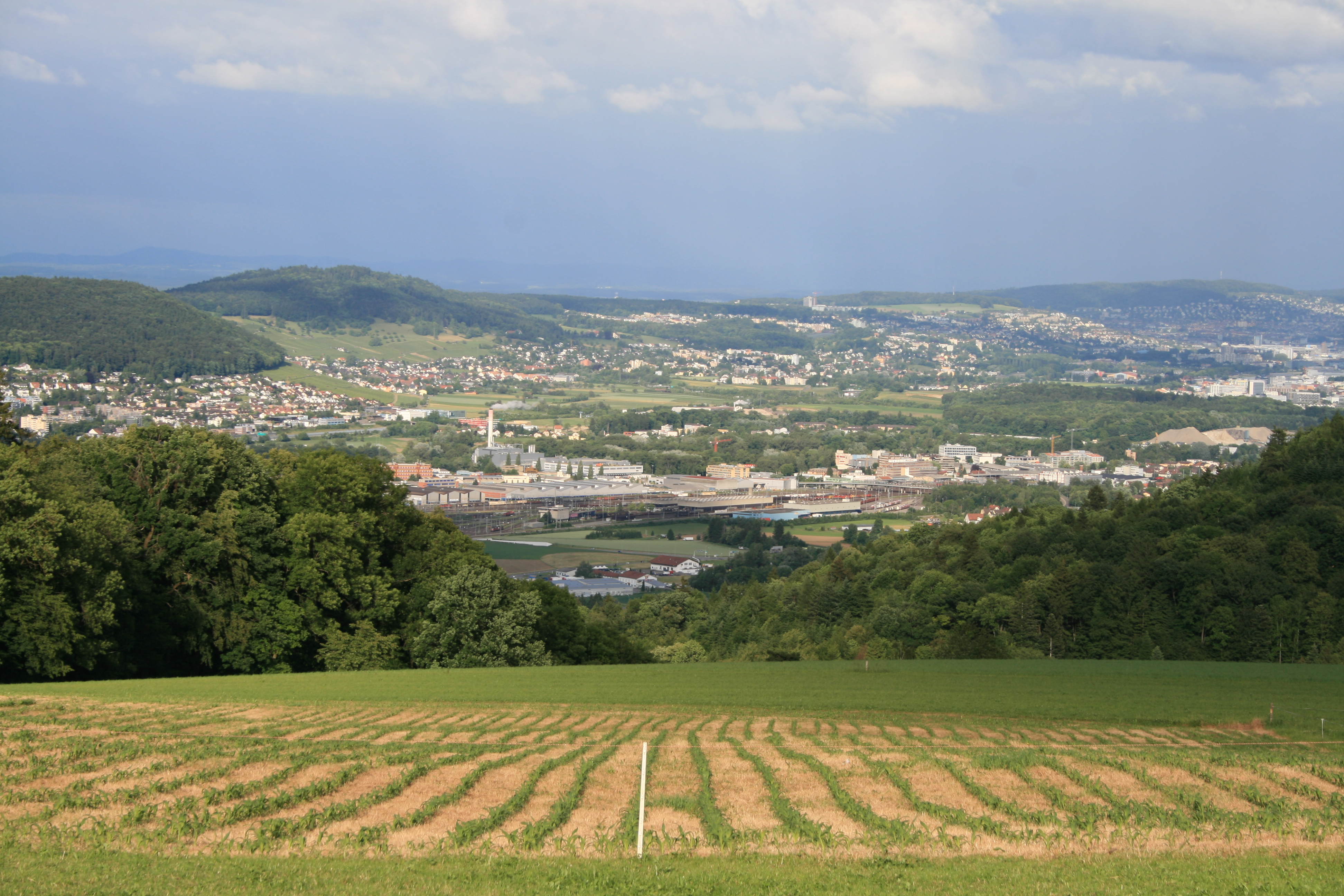

海特斯貝格山（Heitersberg），是瑞士的山峰，位於該國北部，處於阿爾高州和蘇黎世州接壤的邊界，距離萊蓋恩山9.9公里，該山峰海拔高度787米。